# Ljubimaja ženščina mechanika Gavrilova
Ljubimaja ženščina mechanika Gavrilova (Любимая женщина механика Гаврилова) è un film del 1981 diretto da Pëtr Todorovskij.

## Trama
Il meccanico navale Gavrilov non è apparso al suo matrimonio. Rita, nella sofferenza e nella speranza, lo ha aspettato tutto il giorno, dopo di che è iniziata una nuova storia d'amore.